# Marinos Néapolitès
Marinos Néapolitès est un napolitain entré au service de l'empereur byzantin Alexis Ier Comnène.

## Biographie
Cadet de famille des ducs de Naples, Marinos est élevé à Constantinople et entre au service de l'empereur Alexis Ier. Sa fidélité, selon Anne Comnène est douteuse et il semble avoir trahi l'empereur. Toutefois, il rentre en grâce peu avant le synode des Blachernes et jure fidélité au basileus (vers 1093/1094). Il possède alors la dignité de sébaste. Il devient l'un des plus proches collaborateurs d'Alexis Ier, dont le règne correspond à une forte occidentalisation du personnel impérial, et est impliqué (vers 1108) dans le complot imaginé par Alexis pour détacher de Bohémond de Tarente certains de ses comtes. Alexis avait envoyé de fausses lettres à certains officiers de Bohémond laissant croire à leur trahison au moment où le chef normand envahissait de nouveau l'empire.
Il participe ensuite aux pourparlers du traité de Dévol (septembre 1108) dont il est l'un des signataires avec Roger le Franc et Pierre d'Alipha.

## Sources
- Élisabeth Malamut, Alexis Ier Comnène, éditions Ellipses, 2007.